# Nová Cerekev
Městys Nová Cerekev (německy Neu Zerekwe) se nachází v okrese Pelhřimov v Kraji Vysočina. Žije zde přibližně 1 200 obyvatel. Při jižním a východním okraji Nové Cerekve protéká Cerekvický potok, který je levostranným přítokem říčky Hejlovky.

## Historie
První písemná zmínka o obci pochází z roku 1330, některé zdroje však uvádí, že založení Nové Cerekve spadá už do 13. století. Obec odvozuje své jméno Cerekev od slova „cierkev“, jež náleželo dřevěným kostelům. Dnešní kostel, zasvěcený Tomáši Becketovi, nechala zřejmě postavit ovdovělá hraběnka Antonie Terezie ve druhé polovině 18. století.
Od 10. října 2006 byl obci vrácen status městyse. V letech 2006–2010 působila jako starostka Adriana Kottová, od roku 2010 tuto funkci zastává Zdeněk Rajdlík.

## Místní části
- Nová Cerekev
- Částkovice
- Chmelná
- Markvarec
- Myslov
- Proseč-Obořiště
- Stanovice

## Školství
- Základní škola a Mateřská škola Nová Cerekev

## Pamětihodnosti

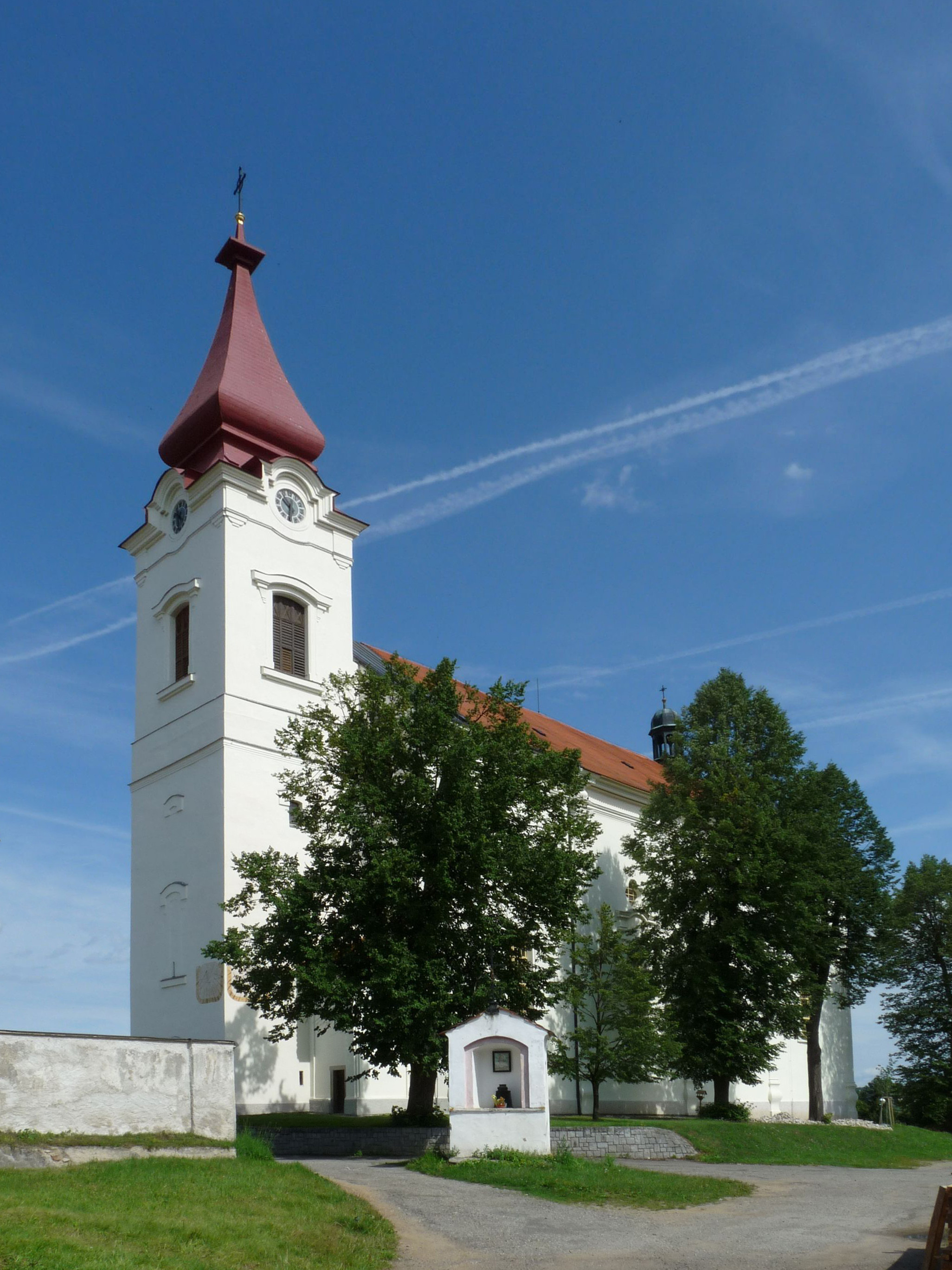
Kostel svatého Tomáše Becketa

- Kostel svatého Tomáše Becketa na náměstí
- Židovský hřbitov v Nové Cerekvi
- Boží muka směrem na Pelhřimov
- Boží muka, hranolový dřík s kapličkou na náměstí u kostela
- Boží muka, výklenková kaplička
- Sloup se sochou Panny Marie na náměstí
- Kašna na náměstí
- Synagoga v Nové Cerekvi, při bývalé kartáčovně
- Pomník padlým v první světové válce
- Lípa zasazená v roce založení Československa v roce 1918, najdeme ji mezi školou a hostincem Rafanda

## Zajímavosti
- Na náměstí a na věži kostela svatého Tomáše se natáčel film Martin a červené sklíčko.

## Rodáci
- Alfréd Justitz (1879–1934), český malíř
- Otto Šling (1912–1952), československý komunistický politik, oběť procesu se Slánským

## Galerie

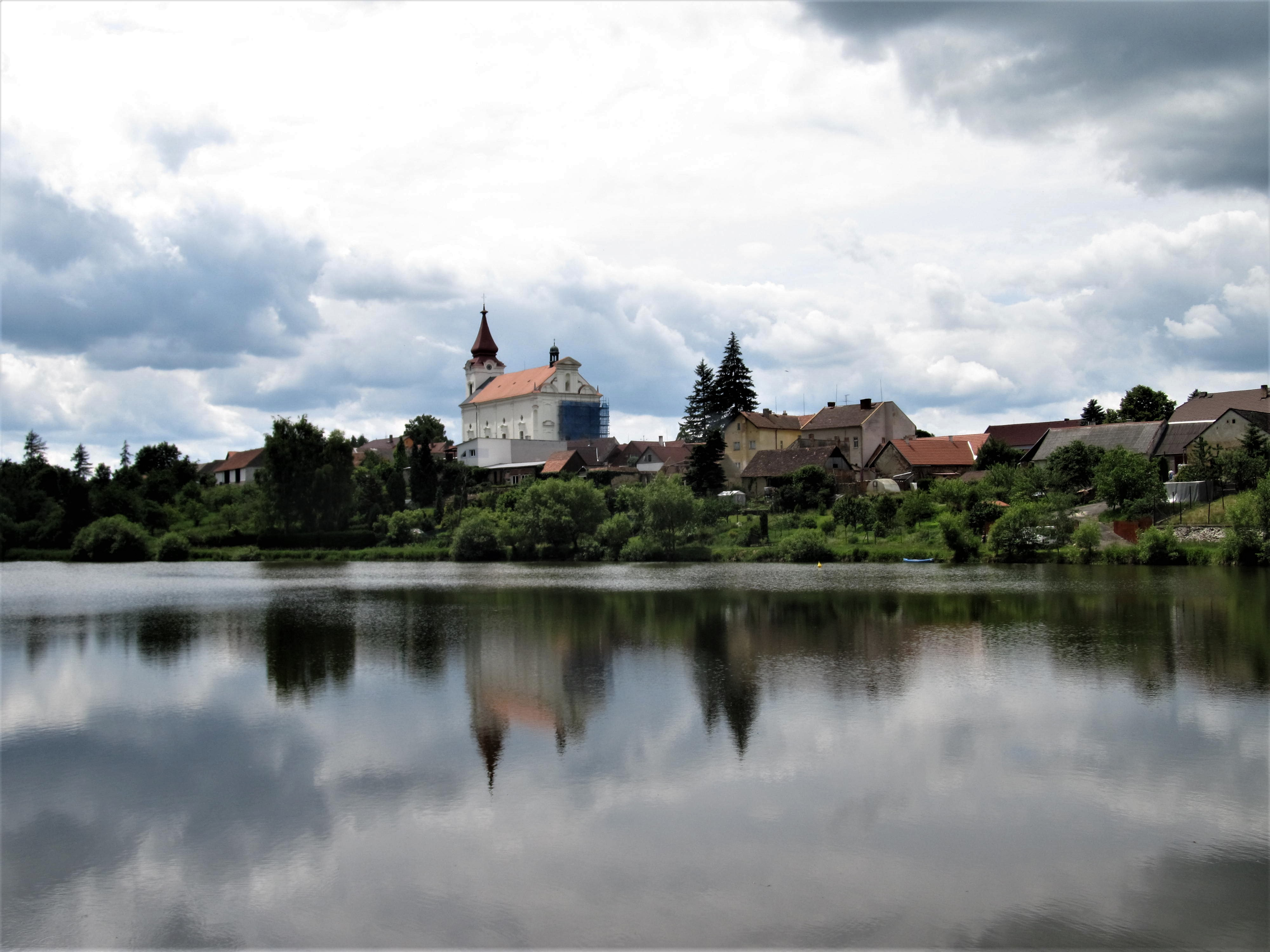
Pohled přes Obecní rybník
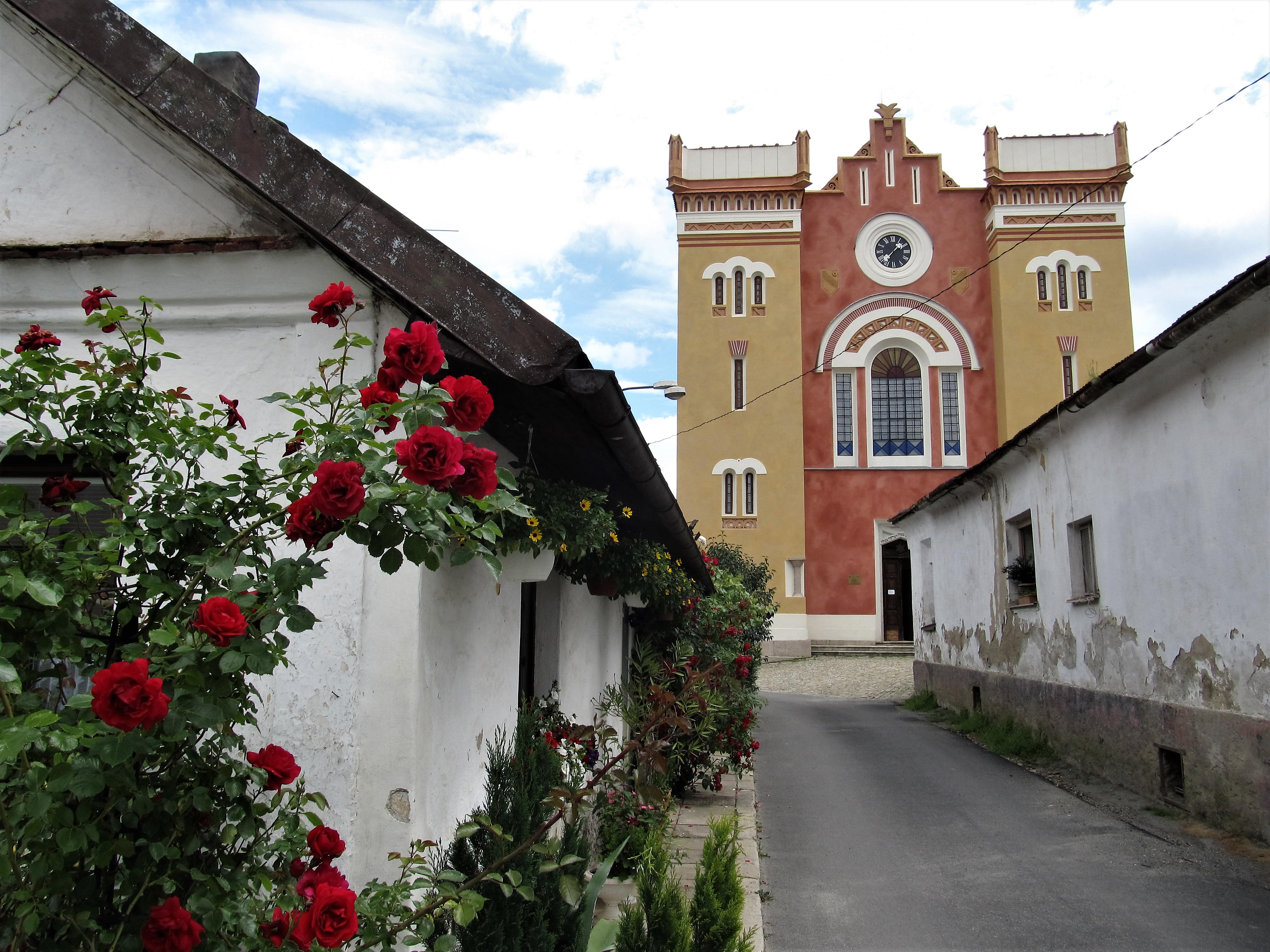
Židovská synagoga
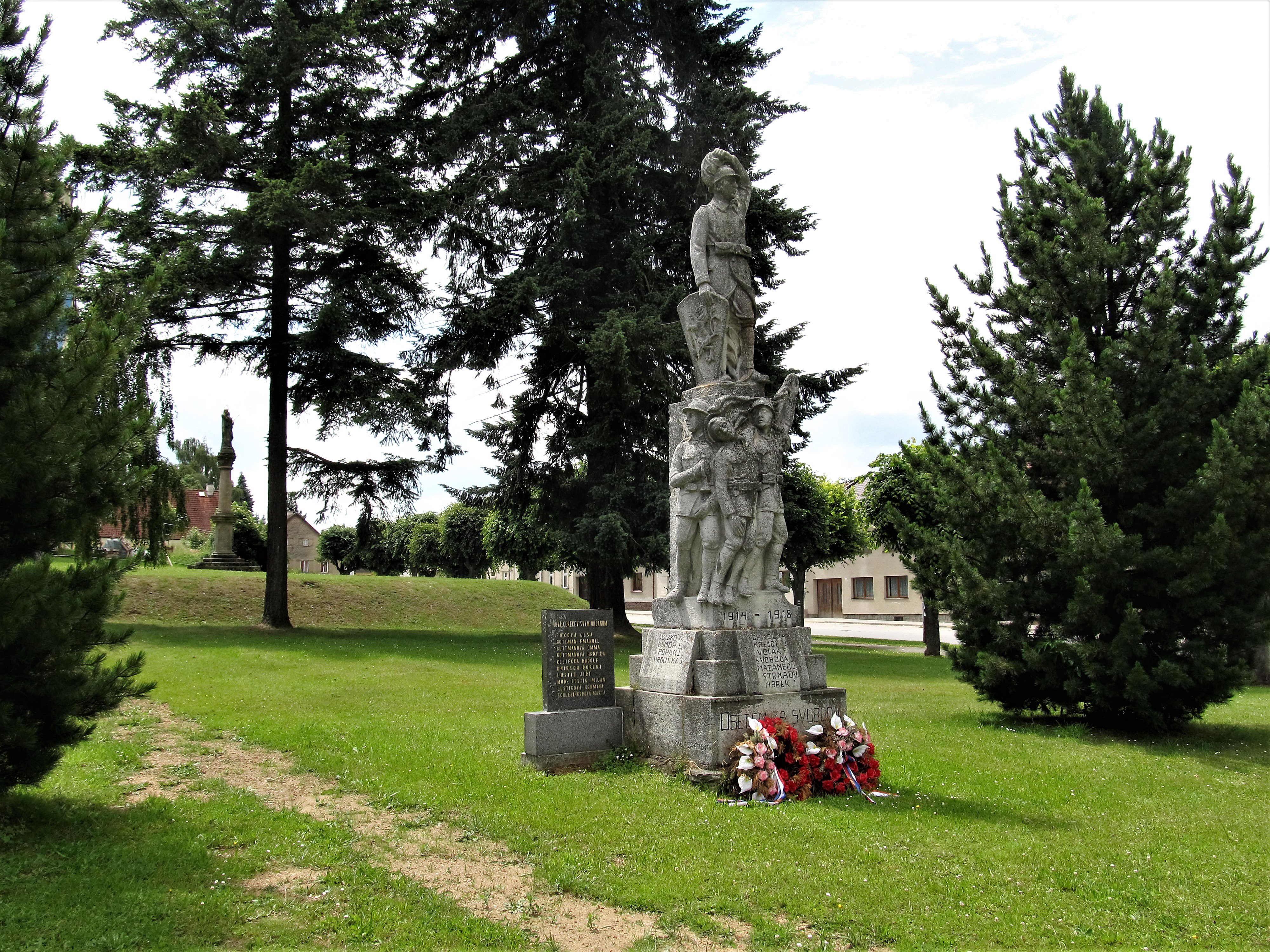
Náves s pomníkem obětem 1. světové války
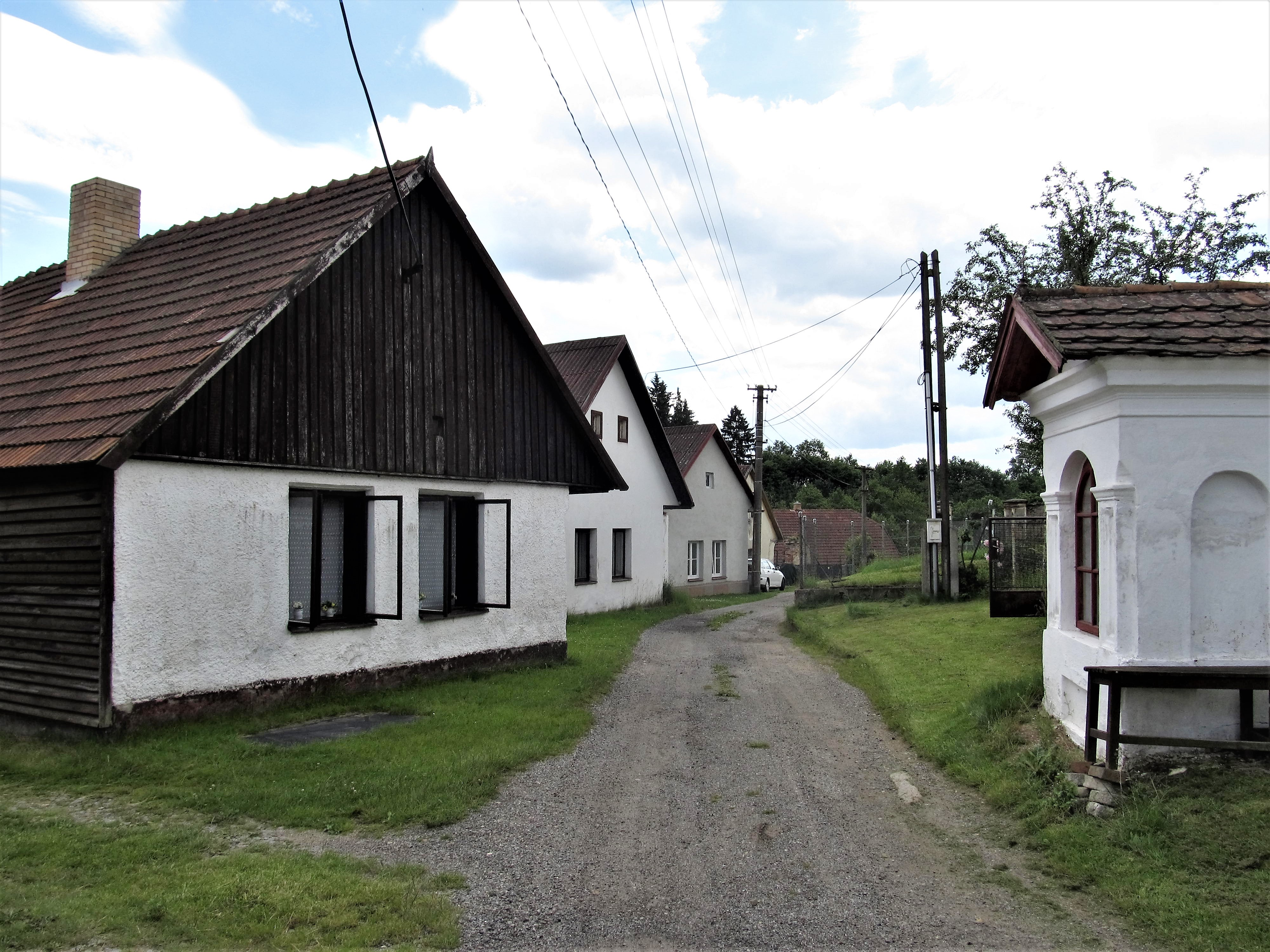
Ulička pod kostelem
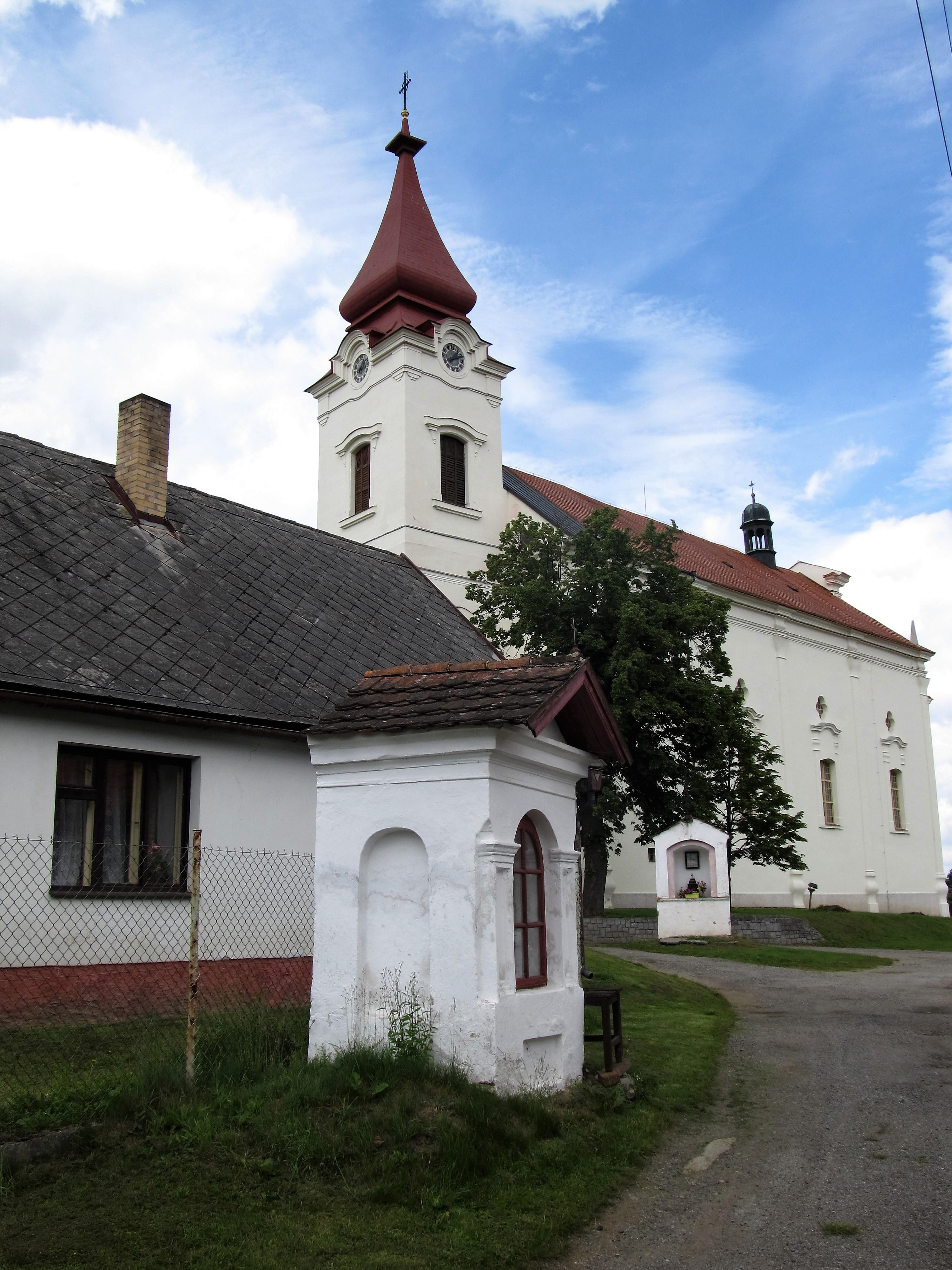
Kostel sv. Tomáše Becketa
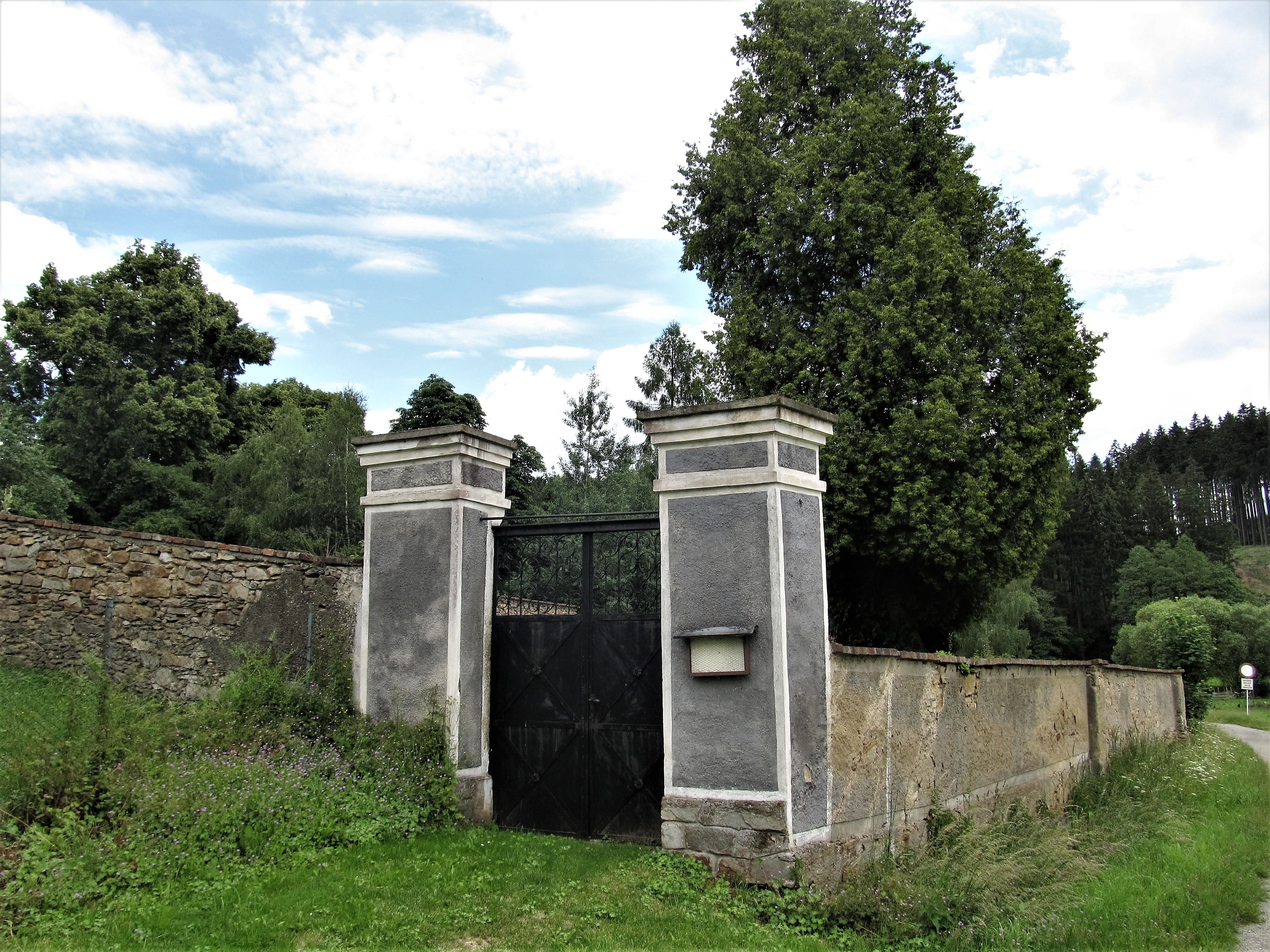
Brána na židovský hřbitov